# Chloromachia rufimargo
Chloromachia rufimargo är en fjärilsart som beskrevs av W. Warren 1897. Chloromachia rufimargo ingår i släktet Chloromachia och familjen mätare. Inga underarter finns listade i Catalogue of Life.